# Anastasio Somoza García
Anastasio Somoza García, född 1 februari 1896 i San Marcos, Carazo, död 29 september 1956 i Panamakanalzonen, var en nicaraguansk officer och politiker. Han var officiellt landets president 1937–1947 samt 1950–1956 men var landets egentliga makthavare även under mellanperioden.
Somoza García utnämndes 1933 till chef för det USA-upprättade Nationalgardet. Han tog makten över landet i en kupp 1936 och gjorde det liberala partiet till sitt politiska instrument. Som Nicaraguas president 1937–1947 och 1950–1956 var han en viktig allierad till USA. Den 21 september 1956 sköts han av en student i staden León och avled åtta dagar senare i Panamakanalzonen, dit han flugits för vård.
Somoza-familjen blev med hjälp av utbredd korruption och smuggling en maktdynasti i Nicaragua. Anastasio Somoza García var far till Luis Somoza Debayle (president 1956-63) och Anastasio Somoza Debayle (president 1967-72 och 1974-79).